# Ausente
L'Ausente è un torrente della provincia di Latina e Frosinone, l'ultimo affluente di destra del fiume Garigliano. Dona il suo nome alla omonima Valle che si stende dai piedi degli Aurunci meridionali fino alle spiagge di Scauri e di Formia.

## Descrizione
Nasce nei pressi del confine tra le due province nel territorio del comune di Ausonia. Per un tratto, nel quale fa da confine tra i comuni di Minturno e dei Santi Cosma e Damiano, gli argini sono stati sagomati in cemento per evitare la formazione di zone paludose, costante in passato. Prosegue il suo corso verso sud e in territorio di Coreno Ausonio riceve alcuni rii che scendono dai Monti Aurunci.
Sfocia infine nel fiume Garigliano nei pressi dell'area archeologica di Minturnae, dopo aver percorso circa 18 km.